# 魔王と500人の戦士
魔王と500人の戦士（まおうとごひゃくにんのせんし）は、株式会社ランド・ホーがGREE・Mobage（旧称・モバゲータウン）で提供するソーシャルゲーム。2010年4月30日より提供開始されたが、2018年現在はサービス終了している。

## 解説
大軍を組んで次々と現れる魔王を打倒していくコンピュータゲーム。